# 查尔斯·L·本内特
查尔斯·伦纳德·本内特（英語：Charles Leonard Bennett，1956年11月16日—），美国天体物理学家，约翰·霍普金斯大学物理学和天体物理学教授。他是美国航空航天局威尔金森微波各向异性探测器项目负责人。2005年之前，本内特是戈达德太空飞行中心高级研究员。

## 荣誉
- 2005年获亨利·德雷伯獎章
- 2006年获哈维奖
- 2010年获邵逸夫奖
- 2012年获格鲁伯宇宙学奖
- 2018年获基礎物理學突破獎